# 四川艺术职业学院

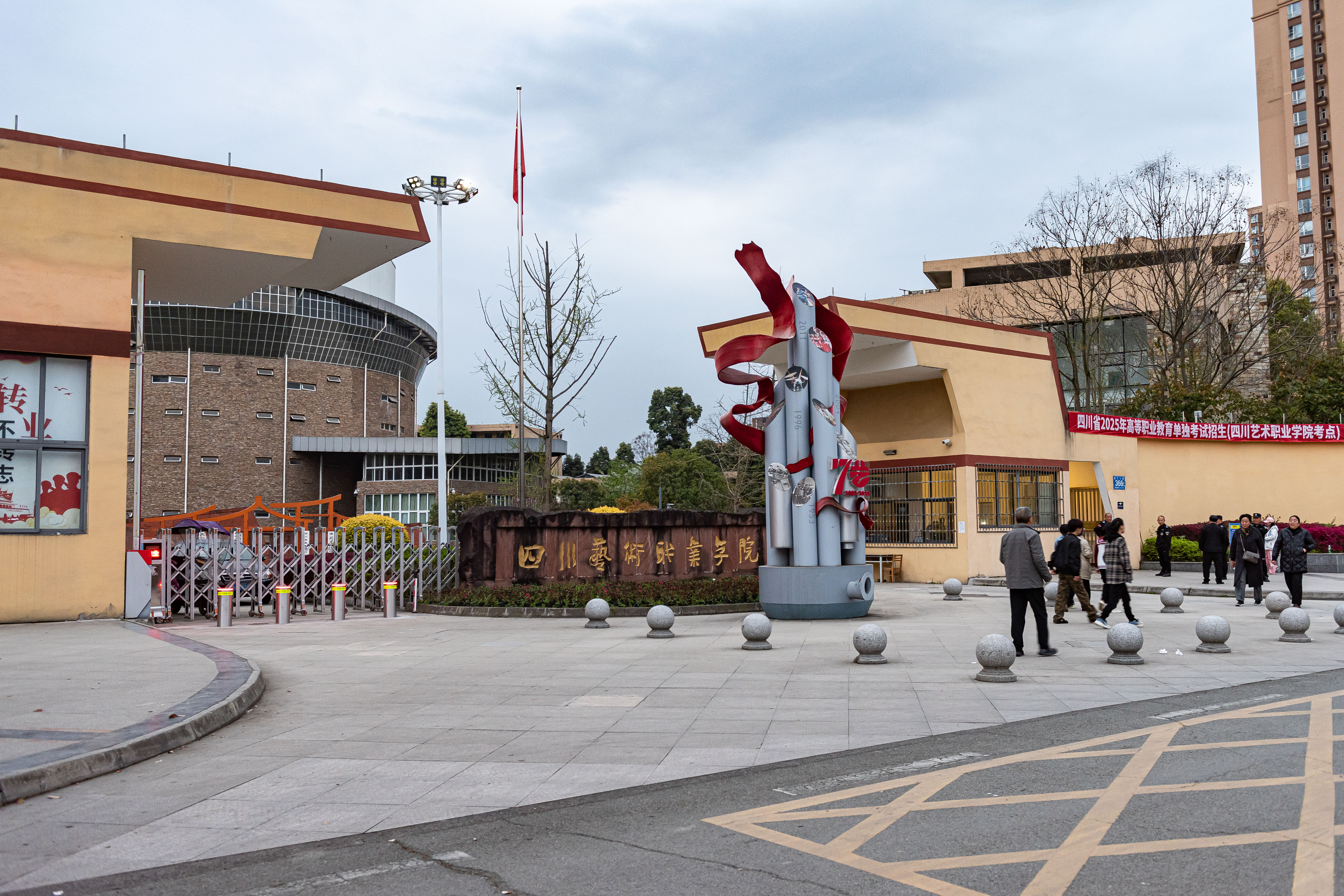
校门

四川艺术职业学院是2005年成立的公办艺术类全日制高等职业院校，前身为两所国家级重点中专——1953年成立的四川省川剧学校（四川省艺术学校）和1961年建立的四川省舞蹈学校，2005年合併為四川艺术职业学院。现任党委书记李阳春，院长文学菊。

## 简介
学院“以高等专业艺术教育为主体、中专艺术教育为基础、各种文化艺术门类综合发展为主线”，开设音乐、舞蹈、戏剧、戏曲、艺术设计等专业26个，是一所应用型综合艺术院校。校址位于成都市温江区和盛镇星艺大道366号，占地300余亩，毗邻四川商务职业学院、温江职教中心、新东方国际学校。现有在校学生7000余名。